# Ettore Spora
Ettore Spora (La Spezia, 28 marzo 1914 – 2 maggio 1990) è stato un politico italiano.

## Biografia
Figlio di Antonio, originario del villaggio di Prevo, nel comune di Vernazza, e di famiglia benestante, e di Margherita Monti, nativa di Corniglia e appartenente a un'agiata famiglia di agricoltori e possidenti terrieri (uno dei cugini era il cavaliere Domenico Monti), Ettore è stato insegnante, sindacalista ed esponente della Democrazia Cristiana. Ha ricoperto la carica di deputato dal 1967 al 1968 (subentrando a Filippo Guerrieri, deceduto) e dal 1970 al 1972 (subentrando a Gianni Dagnino, eletto presidente della giunta regionale ligure). Dal settembre al novembre 1969 fu sindaco della Spezia, mentre nel 1972 divenne senatore, carica che mantenne fino al 1976.
Sposato con l'insegnante di origine piemontese Caterina Cossale, ha avuto due figli: Marina (1947-), insegnante di materie letterarie nelle scuole medie a Parma, e Mauro (1948-), medico di famiglia alla Spezia.
A Ettore Spora è stata intitolata una scalinata che collega piazza Sant'Agostino a via XX Settembre, nei pressi del castello San Giorgio, alla Spezia.